# Bàu Bàng (huyện)
Bàu Bàng là một huyện cũ nằm ở phía bắc tỉnh Bình Dương, Việt Nam.

## Địa lý

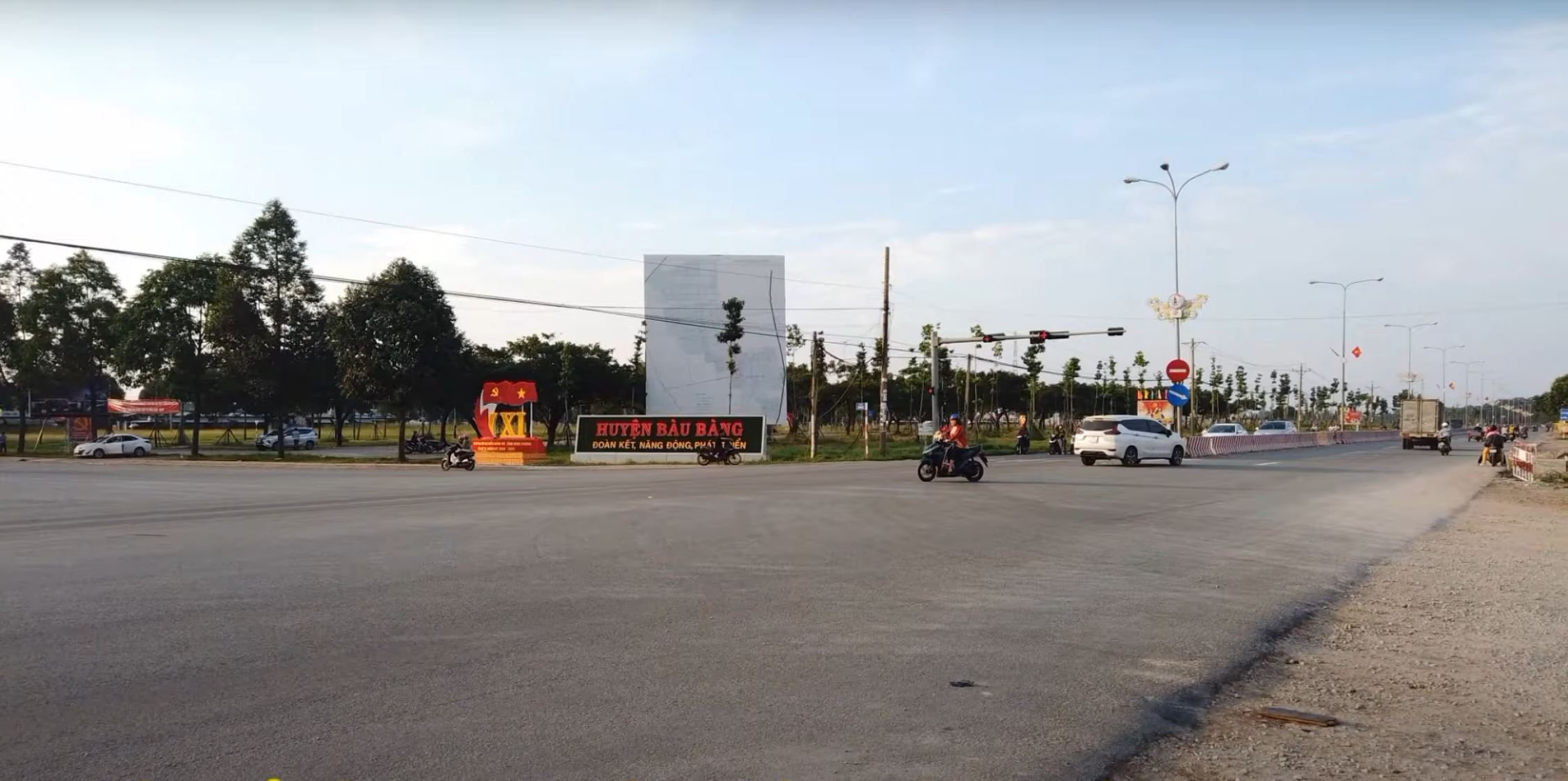
Quốc lộ 13, đoạn qua trung tâm huyện Bàu Bàng

Huyện Bàu Bàng nằm ở phía bắc tỉnh Bình Dương, cách thành phố Thủ Dầu Một 32 km, cách Thành phố Hồ Chí Minh 62 km về phía bắc theo Quốc lộ 13, cách thị xã Cách thị xã Chơn Thành tỉnh Bình Phước khoảng 15 km.Huyện có vị trí địa lý:
- Phía đông giáp huyện Phú Giáo
- Phía tây giáp huyện Dầu Tiếng
- Phía nam giáp thành phố Bến Cát và huyện Bắc Tân Uyên
- Phía bắc giáp thị xã Chơn Thành, tỉnh Bình Phước.

Huyện Bàu Bàng có diện tích 340,02 km², dân số năm 2021 là 105.371 người, mật độ dân số đạt 310 người/km².
Hiện tại,với trục giao thông hiện có từ Bàu Bàng đi Tây Nguyên, TP. Hồ Chí Minh, Đồng Nai và các tỉnh Đồng bằng sông Cửu Long rất thuận lợi.

## Hành chính
Huyện Bàu Bàng có 7 đơn vị hành chính cấp xã trực thuộc, bao gồm thị trấn Lai Uyên (huyện lỵ) và 6 xã: Cây Trường II, Hưng Hòa, Lai Hưng, Long Nguyên, Tân Hưng, Trừ Văn Thố.

## Lịch sử
Huyện được thành lập vào ngày 29 tháng 12 năm 2013 theo Nghị quyết số 136/NQ-CP của Chính phủ, trên cơ sở 7 xã còn lại của huyện Bến Cát cũ là: Cây Trường II, Hưng Hòa, Lai Hưng, Lai Uyên, Long Nguyên, Tân Hưng và Trừ Văn Thố.
Khi mới thành lập, huyện có 33.915,69 ha diện tích tự nhiên, 82.024 người với 7 xã trực thuộc. Huyện lỵ đặt tại xã Lai Uyên.
Ngày 11 tháng 7 năm 2018, Ủy ban thường vụ Quốc hội ban hành Nghị quyết 535/NQ-UBTVQH14. Theo đó, thành lập thị trấn Lai Uyên (thị trấn huyện lỵ huyện Bàu Bàng) trên cơ sở toàn bộ diện tích và dân số của xã Lai Uyên.
Huyện Bàu Bàng có 1 thị trấn và 6 xã như hiện nay.

## Kinh tế - xã hội

### Giáo dục
Toàn huyện có 28 trường công lập, trong đó có 1 trường trung học phổ thông, 6 trường trung học cơ sở, 11 trường tiểu học, 10 trường mầm non công lập. Ngoài ra còn có 6 trường mầm non ngoài công lập.

## Giao thông

### Đường bộ
Đường quốc gia: Bao gồm quốc lộ 13 và đường Hồ Chí Minh.
- Quốc lộ 13 thuộc đường loại I quy mô 6 làn xe. Đây là trục giao thông xương sống của tỉnh Bình Dương, kết nối các khu công nghiệp phía Nam với các khu công nghiệp, khu đô thị và vùng nguyên liệu, nông thôn phía Bắc tỉnh Bình Dương. Đây cũng là tuyến giao thông thông suốt nối từ cửa khẩu Hoa Lư đi các tỉnh Bình Dương, Bình Phước và kết thúc tại TP.HCM.
- Đường Hồ Chí Minh: Đoạn từ ranh tỉnh Bình Phước đến ranh huyện Dầu Tiếng dài 10,67 km, bước đầu cơ bản đã hình thành tuyến, giải phóng mặt bằng và rải cấp phối đá răm.
- Mới đây, TP.HCM và Bình Phước đã thống nhất về chủ trương xây dựng cao tốc TP.HCM – Thủ Dầu Một – Chơn Thành dài 73 km, quy mô 6-8 làn xe với tổng vốn đầu tư 28.200-33.800 tỷ đồng. Huyện Bàu bàng sẽ là khu vực hưởng lợi trực tiếp từ cao tốc này.

Đường tỉnh: Bao gồm các tuyến đường tạo lực Mỹ Phước – Bàu Bàng, ĐT.741B, ĐT.745A, ĐT.745C, ĐT.749C, ĐT.750. Hệ thống đường tỉnh đi qua địa bàn đã và đang được nâng cấp đầu tư mở rộng theo lộ giới quy hoạch, có vai trò giảm tải cho quốc lộ 13, đồng thời kết nối với các huyện khác trong tỉnh, giữa khu công nghiệp Bàu Bàng với các khu công nghiệp khác trong tỉnh, kết nối đến các điểm nhà ga, bến cảng, thúc đẩy lưu thông, trao đổi hàng hóa.
- Đường tạo lực Mỹ Phước – Bàu Bàng vừa được thông xe toàn tuyến, có chiều dài 10,9 km đi qua huyện Bàu Bàng (6,8 km) và thị xã Bến Cát (4,1 km).
- Đường ĐT.741B: Điểm đầu Ngã 3 Bố Lá (giáp ĐT.741), điểm cuối Ngã 3 tượng đài chiến thắng Bàu Bàng (giáp quốc lộ 13) đi qua xã Hưng Hòa, Tân Hưng và thị trấn Lai Uyên.
- Đường ĐT.749A: Đường trục phía Tây huyện kết nối trung tâm thị xã Bến Cát về phía Nam và huyện Dầu Tiếng về phía Bắc. Đây là tuyến đường động lực giao lưu kinh tế, thương mại hàng hóa góp phần thúc đẩy nhanh quá trình phát triển đô thị.
- Đường ĐT.749C: Điểm đầu Ngã 3 ấp Bàu Bàng (giáp quốc lộ 13), điểm cuối ngã 3 suối Đòn Gánh (giáp ĐT.749A) tuyến đường trục Đông Tây kết nối trung tâm huyện, khu đô thị công nghiệp Bàu Bàng với trung tâm xã Long Nguyên. Hai tuyến đường ĐT.749C và ĐT.749A là trục giao thông theo hướng Đông Tây và Bắc Nam của xã Long Nguyên, tạo động lực thúc đẩy phát triển kinh tế xã hội của xã, thúc đẩy nhanh quá trình phát triển đô thị.
- Đường ĐT.750: Trục đường Đông Tây phía Bắc của huyện đi qua địa bàn các xã Cây Trường II, Trừ Văn Thố, Lai Uyên kết nối huyện Dầu Tiếng về phía Tây và huyện Phú Giáo về phía Đông. Tuyến đường này đóng vai trò thúc đẩy phát triển kinh tế xã hội của các xã phía Bắc huyện, trong tương lai sẽ đấu nối với tuyến đường Hồ Chí Minh.

Đường huyện: Đường huyện có 13 tuyến với chiều dài 80,47 km, tỷ lệ bê tông hóa, nhựa hóa đạt 100%, chất lượng mặt đường từ trung bình đến tốt. Bên cạnh đó còn có các tuyến đường nằm trong khu công nghiệp và đô thị Bàu Bàng do Becamex đầu tư đã được xây dựng với hệ thống hạ tầng hoàn thiện.
Đường giao thông nông thôn của các xã có tổng cộng 617 tuyến với chiều dài 448,93 km, đến nay đã được nhựa hóa và bê tông hóa 151,6 km, đạt 33,8%.
Huyện đang lên kế hoạch mở các tuyến giao thông mới: đường Đông Tây 1, đường Bắc Nam 1, đường Tây quốc lộ 13, đồng thời nâng cấp, mở rộng các tuyến đường: ĐT.741B, ĐT.745A, ĐT.745C, ĐT.749A, ĐT.749C, ĐT.750, đường Bắc Tân Uyên – Phú Giáo – Bàu Bàng, đường tạo lực Mỹ Phước – Bàu Bàng (đã thông xe), đường Vành đai 5.